# XDピクチャーカード

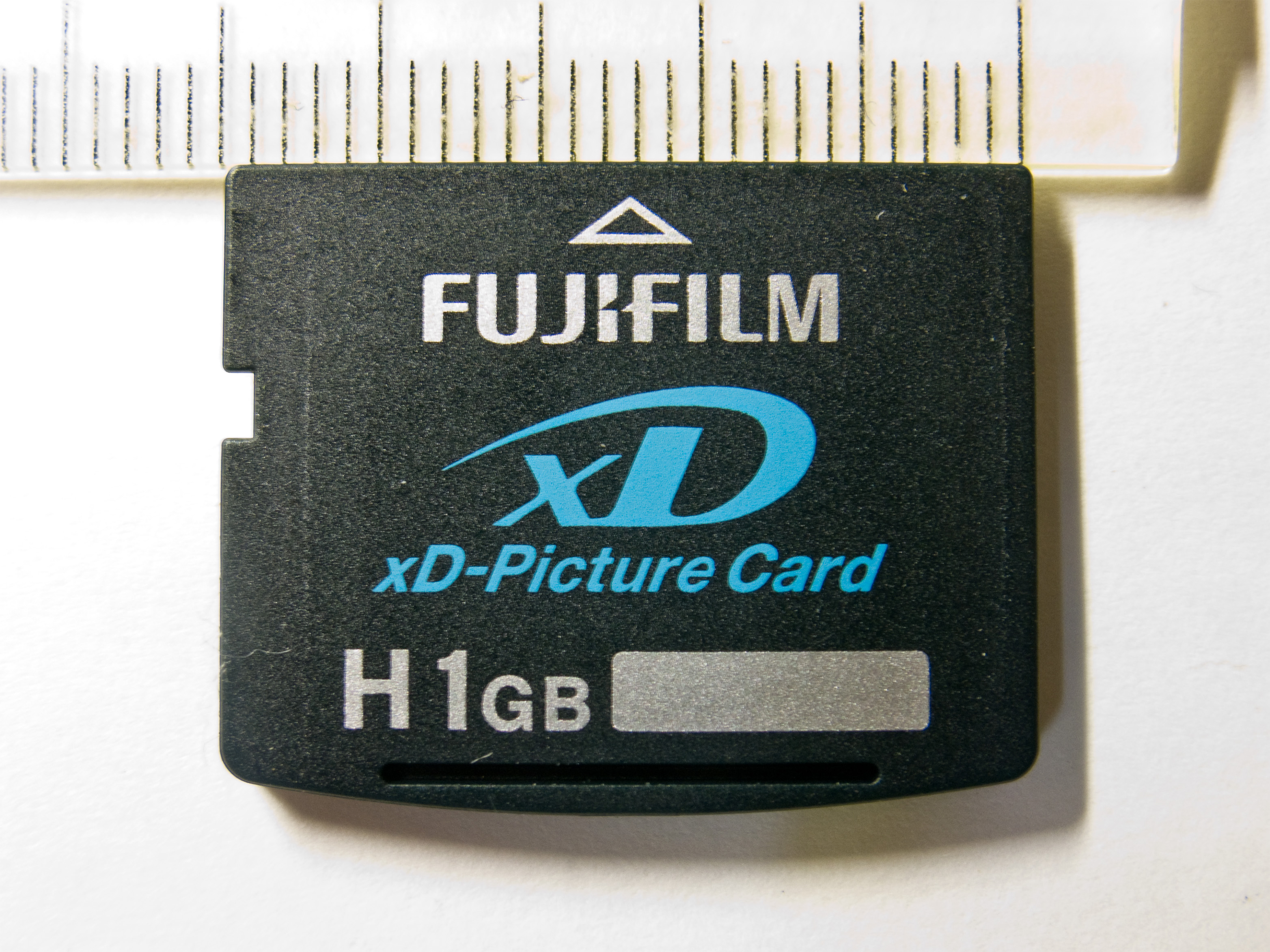
xDピクチャーカード表面 (TypeH 1GB)

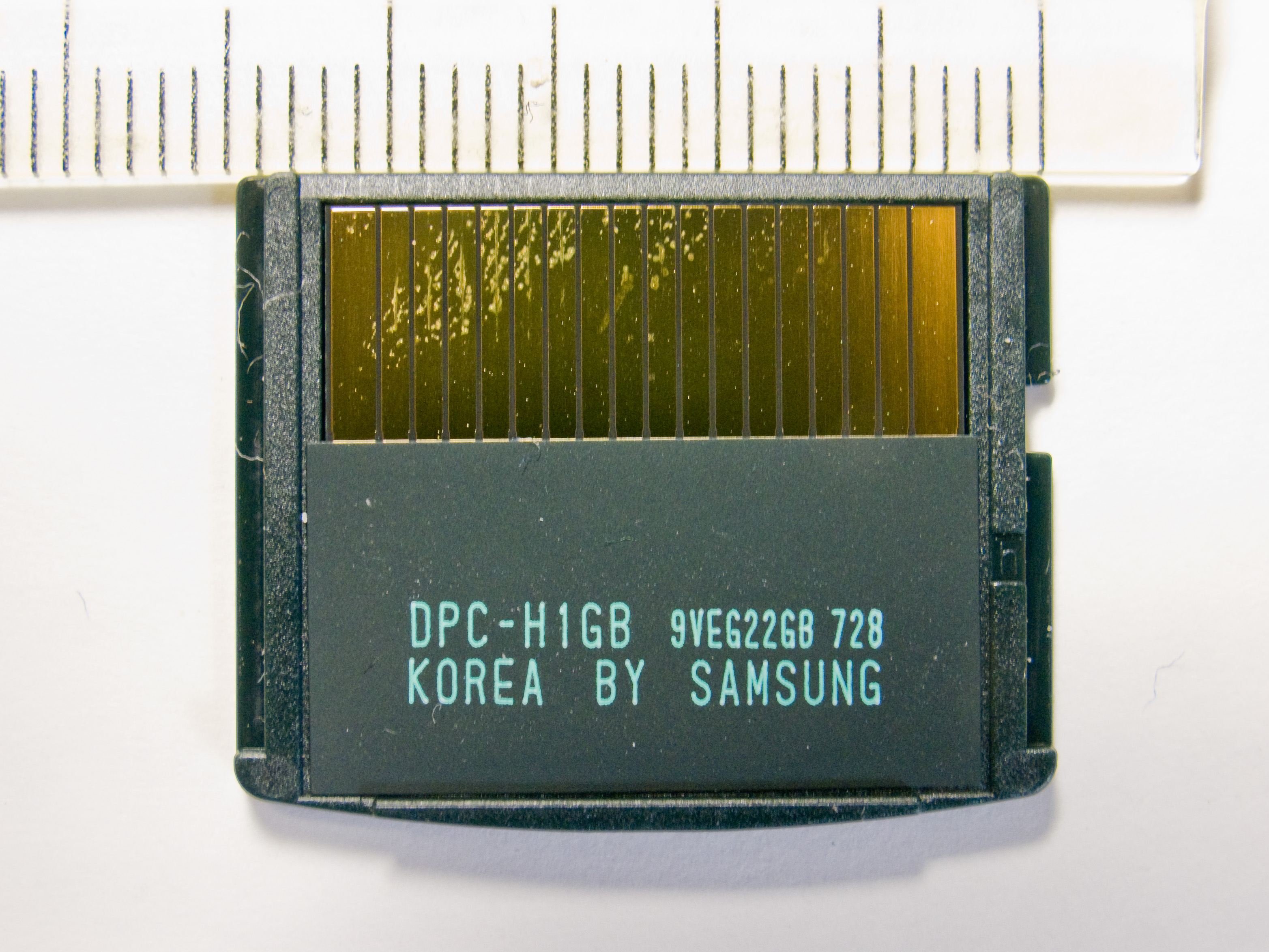
同裏面

xDピクチャーカード（エックスディーピクチャーカード、xD-Picture Card）は、富士フイルムとオリンパスが共同開発したメモリーカード規格である。2002年9月発売。

## 概要
メディアのサイズは長さ20.0 mm×幅25.0 mm×厚さ1.7 mm、重さは2 gで、主要なメモリーカード規格では小型の部類に入る。
裏表、前後方向の誤挿入防止のため、断面形状が非対称である。端子は18ピンで、裏面に剥き出しで配置されている。
富士フイルムとオリンパスがそれまでデジタルカメラの記録メディアとして採用していたスマートメディアが大容量化の限界に達していたこと、機器の小型化に際してより小型の形状が求められたこと、書き込み・読み出し速度が遅いことを理由とし、新たな規格を開発した。SDメモリーカードなどの既存規格ではなく、あえて新規格を立ち上げた背景には、この時点で両社がデジカメ市場に占めるシェアが非常に高く、強者連合として市場を牽引していく見通しが立てられていたことがある。しかし、両社のシェアはこの時期をピークに下がり始め、その後他社が参入しないxD規格がハンデとなってしまう悪循環を招くことになった。
さらに、同じメモリーカードであるSDメモリーカードやメモリースティックなどがデジタルカメラ以外にもオーディオ、ビデオ、携帯電話などにも採用されているのに対し、xDピクチャーカードは著作権保護機能が無くデジタルカメラしかサポートしていないことなどが普及の障害となり、採用メーカーは規格提唱者の富士フイルムとオリンパスのほか、コダックが一時期採用していたに留まる。著作権保護機能を付けなかった事により、SDメモリーカードよりも低コストで低価格になるはずだったが、普及率の差から逆にSDメモリーカードより割高となってしまい、量販店などでは同一の容量・メーカー品で数倍の値段差が付くことも少なくない。
従来xDピクチャーカードのみに対応していた富士フイルム製のコンパクトデジタルカメラでは、2007年発売の機種からSDメモリーカードとの両対応となり、2009年6月発売のFinePix Z300ではSDHC/SDメモリーカード専用となった。そして、2010年12月をもってxDピクチャーカードの生産および出荷を終了している。またオリンパスも2008年発売の一部製品からmicroSDアタッチメント（MASD-1；xDピクチャーカードとは非互換）を提供しmicroSD対応と主張し、2009年7月にはSDHC/SDメモリーカード専用のE-P1を発売している。オリンパスは「今後もxDピクチャーカードが適しているカメラには、xDピクチャーカードを採用する」と述べていたが、2010年2月2日に発売を発表したコンパクトデジタルカメラ7機種全てでxDピクチャーカードに代わりSDHC/SDメモリーカードを採用した。
また複数のメモリーカード規格に対応したカードリーダーの中には、xDピクチャーカードだけに非対応の製品が多く出回っている。これは、xDピクチャーカードの普及率の低さ、および、「xDピクチャーカード対応」をうたう場合、ライセンスを取得した上でコンプライアンステストに合格しなければならないという制約があるためである。他に、富士フイルムからコンパクトフラッシュとの変換アダプタが販売されている。

## ラインナップ

### TypeM
大容量化されたxDピクチャーカードの名称で、NAND型フラッシュメモリのMLC(Multi Level Cell)に由来する。2005年3月に発売された1GB製品から採用された。今後、8GBまでの大容量タイプはTypeMとして製品化される予定となっていたが、市販品の最大容量は2GBで留まっている。
大容量化に伴い、書き込み時の転送速度は向上しているが、読み出し時の転送速度は従来品よりも遅くなっている。また、従来の製品と仕様が異なることから互換性が保証されておらず、各デジタルカメラで使用できるかは確認が必要である。
従来の製品と区別できるように、富士フイルム製の製品名には「M1GB」など容量表記の前に、オリンパス製の製品名には「M-XD1GM」など容量表記の後ろに「M」が付けられている。

### TypeM+（プラス）
2008年春、1GBと2GB製品を発売。メモリ高密度化技術を採用。オリンパス製デジタルカメラで使用した場合、書き込み速度は従来モデルと比較して1.5倍の高速化を実現としている。

### TypeH
2005年11月にオリンパスによって発表された高速タイプのxDピクチャーカード。512MBが2006年1月、1GBが2006年2月、256MBが2006年3月に発売された。
書き込み速度は従来の2 - 3倍とされているが、オリンパスのデジタルカメラでの利用時に限られる。

## 容量と転送速度

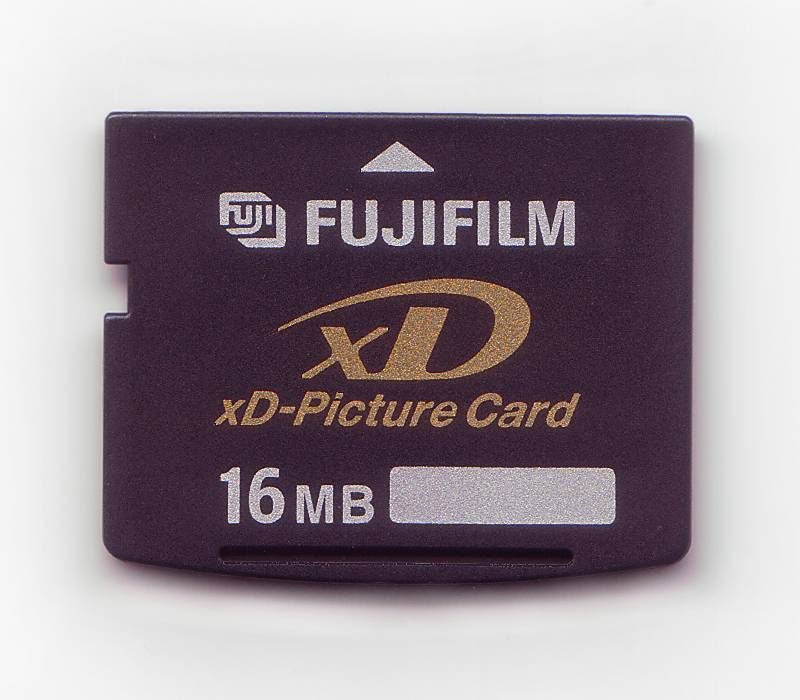
xDピクチャーカード（無印）

2002年9月発売時には、16MB・32MB・64MB・128MB。将来的には8GBまで拡張される予定であったが実際に製品化されたのは2GBまでとなった。
- 2003年1月、256MBが発売開始
- 2003年6月、512MBが発売開始
- 2005年3月、TypeM (1GB) が発売開始
- 2006年1月、TypeH (512MB) が発売開始
- 2006年2月、TypeH (1GB) が発売開始
- 2006年3月、TypeH (256MB) が発売開始
- 2006年9月、TypeM (2GB) が発売開始
- 2006年12月、TypeH (2GB) が発売開始
- 2008年春、TypeM+ (1GB・2GB) が発売開始

| 種類  | 容量       | 書き込み       | 読み出し        |
| ----- | ---------- | -------------- | --------------- |
| 無印  | 16 - 32MB  | 1.3MB/秒       | 5.0MB/秒        |
| 無印  | 64 - 512MB | 3.0MB/秒       | 5.0MB/秒        |
| TypeM | 256 - 2GB  | 2.5MB/秒       | 4.0MB/秒        |
| TypeH | 256 - 2GB  | 5.0 - 9.0MB/秒 | 8.0 - 15.0MB/秒 |

- ただし、あらゆる機器でこの数値を保証するものではない。
- 無印はxDピクチャーカード登場時からあるものを指す。
- TypeHについては公式発表の「従来品の約2 - 3倍の速度」を元に推定。少ない数字はTypeMを、多い数字は無印の64 - 512MBを基準にしている。